# Dale Mortensen
Dale Thomas Mortensen, född 2 februari 1939 i Enterprise, Oregon, död 9 januari 2014 i Wilmette, Illinois, var en amerikansk nationalekonom.
Mortensen studerade vid Willamette University där han tog bachelorexamen (B.A.) i nationalekonomi och vid Carnegie Mellon University där han tog doktorsexamen (Ph.D.). Han var verksam vid Northwestern University sedan 1965.  
Han forskade inom arbetsmarknadsekonomi och makroekonomi. En av hans mer kända insatser var analys av friktionsarbetslöshet.
Han mottog 2010 Sveriges Riksbanks pris i ekonomisk vetenskap till Alfred Nobels minne tillsammans med Peter A. Diamond och Christopher A. Pissarides för "deras analys av marknader med sökfriktioner".